# Qiongocera hongjunensis
Espèce
Qiongocera hongjunensis est une espèce d'araignées aranéomorphes de la famille des Psilodercidae.

## Distribution
Cette espèce est endémique de Hainan en Chine,. Elle se rencontre à Wanning vers 290 m d'altitude dans la grotte Hongjun.

## Description
Le mâle holotype mesure 2,08 mm et la femelle paratype 1,84 mm.

## Étymologie
Son nom d'espèce, composé de hongjun et du suffixe latin -ensis, « qui vit dans, qui habite », lui a été donné en référence au lieu de sa découverte, la grotte Hongjun.

## Publication originale
- Liu, Li, Li & Zheng, 2017 : Five new genera of the subfamily Psilodercinae (Araneae: Ochyroceratidae) from Southeast Asia. Zoological Systematics vol. 42, no 4, p. 395-417.